# 국제 슬라브족 채널
국제 슬라브족 채널(영어: Slavonic Channel International,SCI)은 TV 채널이다. 본사는 우크라이나 키예프에 있으며 1994년 12월 14일에 방송을 시작했다.